# 楠迪足球會
楠迪足球會（Nadi F.C.）是一支位於斐濟楠迪的職業足球會，目前於斐濟全國足球聯賽角逐。